# Aleš Petřík
Aleš Petřík (* 29. prosince 1979) je český basketbalista hrající Národní basketbalovou ligu za Brněnský basketbalový klub.
Je vysoký 200 cm, váží 96 kg.

## Kariéra
- 1998 - 1999 : BBK Orgapol Brno
- 1999 - 2001 : BBK Houseři Brno
- 2005 - 2006 : ZPV Blansko
- 2006 - 2007 : Brněnský basketbalový klub

## Statistiky
| Sezóna   | Soutěž      | Odehrané minuty | Průměr na zápas | Body | Průměr na zápas |
| -------- | ----------- | --------------- | --------------- | ---- | --------------- |
| 1998/99  | Mattoni NBL | 4.3             | 4.3             | 2    | 2.0             |
| 1999/00  | Mattoni NBL | 538.1           | 16.3            | 179  | 5.4             |
| 2000/01  | Mattoni NBL | 443.2           | 14.8            | 165  | 5.5             |
| 2001/02  | Mattoni NBL | 99.3            | 6.6             | 33   | 2.2             |
| 2006/07* | Mattoni NBL | 7.5             | 3.7             | 0    | 0.0             |

 *Rozehraná sezóna - údaje k 20.1.2007